# Predsednik Vojaškega odbora Evropske unije
Predsednik Vojaškega odbora Evropske unije (uradno angleško Chairman of the European Union Military Committee; kratica: CEUMC) je najvišji vojaški uradnik Evropske unije, ki vodi delo Vojaškega odbora Evropske unije. Na tem položaju je tudi glavni vojaški svetovalec Visokega predstavnika Evropske unije za zunanje zadeve in varnostno politiko (trenutno Catherine Ashton), je glavni kontakt za vse operacijske poveljniki vojaških operacij Evropske unije, sodeluje s Predsedstvo EU pri oblikovanju delovnega programa in predstavlja Vojaški odbor EU v vseh zadevah, še posebej pa na sestankih Političnega in varnostnega zbora in Svetu Evropske unije. Neposredno mu je podrejen tudi Vojaški štab Evropske unije, ki mu pomaga pri izvajanju njegovih zadolžitev.
Načelniki generalštabov oboroženih sil članic EU izberejo predsednika (ki nosi štirizvezdni čin), katerega nato potrdi Svet EU; ima triletni mandat.
Trenutno položaj zaseda grški general Michail Kostarakos, ki je pričel mandat 6. novembra 2015.

## Seznam[3]
- 2001-2004: general Gustav Hägglund, Finska
- 2004-2006: korpusni general Rolando Mosca Moschini, Italija
- 2006-2009: korpusni general Henri Bentégeat, Francija
- 2009-2012: general Håkan Syrén, Švedska
- 2012-2015: general Patrick de Rousiers, Francija
- 2015- : general Michail Kostarakos, Grčija